# Каштанівка (Гур'євський міський округ)
Каштанівка (рос. Каштановка) — селище Гур'євського міського округу, Калінінградської області Росії. Входить до складу Низовського сільського поселення.
Населення — 13 осіб (2015 рік).

## Населення
| 2002 | 2010 |
| ---- | ---- |
| 10   | ↗13  |